# 흑우 (만화)
《흑우》는 매주 월요일 유베테, 늙슬이 다음 웹툰에서 연재하는 웹툰이다.